# 범어사 내원암 석조보살좌상
부산 범어사 내원암 석조보살좌상(釜山 梵魚寺 內院庵 石造菩薩坐像)은 부산광역시 금정구 청룡동 범어사 내원암에 있는 조선시대의 불상이다. 2008년 12월 16일 부산광역시의 문화재자료 제48호로 지정되었다.

## 개요
범어사의 산내 암자인 내원암에 모셔진 석조지장보살상은 좌상으로 몸체를 전체적으로 앞쪽으로 약간 기울였다. 얼굴은 약간 아래를 향해 있으며 전체적으로 갸름한 편이다. 눈, 코, 입이 작은 편이며 머리에 두건을 쓰고 있다. 수인은 두 손 모두 땅을 향해 아래로 늘어뜨려져 있다. 두건과 수인을 통해 이 보살상은 지장보살상으로 추정할 수 있으나 정확한 도상은 좀 더 연구가 필요할 것으로 판단된다.
전체적으로 조각기법과 조각수준이 우수하지 못한 편이다. 또한 18세기 보살상에서 확인되는 도식적이고 편평한 느낌의 조각처리 기법이 이 보살상에서는 더욱 강하게 느껴져 조성시기가 더욱 늦은 것으로 판단된다.
고려 말의 지장보살상을 비롯하여 조선시대 15∼16세기 지장보살상은 고려시대의 요소를 계승한 점이 많아 두건을 머리에 쓰고 석장을 쥐고 있는 예가 있다. 그러나 17세기대로 넘어오면 지장보살상에서 두건을 확인하기 쉽지 않으며, 일반적으로 조선후기의 지장보살상 혹은 나한상은 승려형을 이룬 예가 보편적이다.
따라서 내원암 석조보살좌상은 시대가 다소 늦은 편에 속하지만 조선후기에는 그 예를 흔히 찾아볼 수 없는 두건형 보살상으로써 그 중요성이 인정된다.

## 참고 문헌
- 범어사내원암석조보살좌상 - 국가유산청 국가유산포털